# Vasaloppet 1926
Vasaloppet 1926 anordnades söndagen 21 februari 1926 och var det var det femte loppet. Segrade gjorde Per-Erik Hedlund från Malungs IF på tiden 5.36.07 som den första segraren under sex timmar och som första dalmas.

## Loppet
Detta år fick deltagarna åka tåg från Mora till starten i Sälen. Det rådde delade meningar om var starten skulle gå. Kompromissen blev en start nere vid älvbrinken, på älvens östra sida. 104 löpare var anmälda varav 94 kom till start och 89 kom i mål.
I sitt femte försök vann Per-Erik Hedlund från Särna på segrartiden 5:36:07 och bekransades av kranskullan Aina Pers.

## Resultat
| Plac | Namn              | Klubb         | Tid     |
| ---- | ----------------- | ------------- | ------- |
| 1    | Per-Erik Hedlund  | Malungs If    | 5:36:07 |
| 2    | Sven Utterström   | Bodens Bk     | 5:38:51 |
| 3    | John Lindgren     | Lycksele If   | 5:42:13 |
| 4    | John Wikström     | Luleå Sk      | 5:43:44 |
| 5    | Algon Stoltz      | Bodens Bk     | 5:47:38 |
| 6    | Konrad Pettersson | Luleå Sk      | 5:48:46 |
| 7    | Olle Hansson      | Luleå Sk      | 5:50:28 |
| 8    | Gustaf Jonsson    | Lycksele If   | 5:52:39 |
| 9    | Frans Isaksson    | Skellefteå If | 5:56:31 |
| 10   | Ture Granbom      | Lycksele If   | 5:56:37 |